# Człekokształtne
Człekokształtne (Hominoidea) – nadrodzina ssaków naczelnych z podrzędu wyższych naczelnych (Haplorrhini), w której skład wchodzą człowiekowate (hominidy) oraz gibbonowate. Według obecnych przypuszczeń ostatni wspólny przodek tej grupy żył 15–20 mln lat temu, a linia ewolucyjna prowadząca do gibonowatych oddzieliła się od linii człowiekowatych około 5–7 mln lat temu.

## Systematyka
Zgodnie ze współczesną klasyfikacją, do tej nadrodziny należą dwie występujące współcześnie rodziny:
- Hylobatidae J.E. Gray, 1871 – gibbonowate
- Hominidae J.E. Gray, 1825. – człowiekowate

Opisano również wymarłe rodziny:
- Afropithecidae P. Andrews, 1992
- Nyanzapithecidae Harrison, 2002
- Proconsulidae L.S.B. Leakey, 1963

Wymarłe rodzaje nie sklasyfikowane w żadnej z powyższych rodzin:
- Oreopithecus P. Gervais, 1872[15] – jedynym przedstawicielem był Oreopithecus bambolii Gervais, 1872
- Pliobates Alba, Almécija, DeMiguel, Fortuny, Pérez de los Ríos, Pina, Robles & Moyà-Solà, 2015[8] – jedynym przedstawicielem był Pliobates cataloniae Alba, Almécija, DeMiguel, Fortuny, Pérez de los Ríos, Pina, Robles & Moyà-Solà, 2015
- Rahonapithecus Crusafont i Pairó & Hürzeler, 1961[16] – jedynym przedstawicielem był Rahonapithecus sabadellensis Crusafont i Pairó & Hürzeler, 1961
- Rukwapithecus Stevens, Seiffert, O’Connor, E.M. Roberts, Schmitz, Krause, Gorscak, Ngasala, Hieronymus & Temu, 2013[17] – jedynym przedstawicielem był Rukwapithecus fleaglei Stevens, Seiffert, O’Connor, E.M. Roberts, Schmitz, Krause, Gorscak, Ngasala, Hieronymus & Temu, 2013

## Budowa ciała
Małpy człekokształtne różnią się od innych gatunków naczelnych brakiem ogona, większą długością kończyn przednich w porównaniu do tylnych oraz bardzo ruchliwymi dłońmi i ramionami. Jest dla nich charakterystyczny także duży, o złożonej strukturze mózg. Czaszka małpy człekokształtnej ma wydatne wały nadoczodołowe.
Oprócz ludzi, wszystkie inne współcześnie żyjące rodzaje z nadrodziny człekokształtnych mają jedynie częściową umiejętność stania na dwóch nogach – budowa poszczególnych kości kręgosłupa sprawia, że nie jest to ich normalna postawa. Gatunki żyjące częściowo na ziemi, jak szympansy, lub całkowicie na ziemi, jak goryle, także ze względu na długość kończyn górnych chodzą zwykle na czterech kończynach, opierając się na kostkach zgiętych palców.

## Matka i dzieci
U małp człekokształtnych dzieci rodzą się całkowicie bezradne i potrzebna jest im długa opieka. Okres ten może trwać od kilku miesięcy do kilku lat. Nawet jeśli młode będą w stanie zadbać same o siebie, pozostają w bliskim kontakcie z matką. W ciągu kilku lat, w zależności od gatunku, młode naczelne nie tylko znajdują się pod opieką matki, ale także uczą się od niej życia.